# БРЭМ-84
БРЭМ-84 «Атлет» (укр. БРЕМ-84 «Атлет», также известна под наименованием «изделие 478БП») — бронированная ремонтно-эвакуационная машина, разработанная Xарьковским конструкторским бюро по машиностроению им. А. А. Морозова на базе танка Т-80УД.

## История
Изготовление первой БРЭМ-84 на базе танка Т-80УД выполнило ХКБМ им. А. А. Морозова при участии запорожского электровозоремонтного завода "Искра".
Демонстрационный образец БРЭМ-84 был построен в 1997 году и показан в 2000 году на оружейной выставке DSA-2000 в Малайзии. В 2007 году БРЭМ-84 вышла на этап государственных испытаний.
24 ноября 2008 года БРЭМ-84 была официально принята на вооружение украинской армии. В декабре 2008 года испытания первого образца продолжались. Стоимость производства одной БРЭМ оценивали в 4 млн. гривен.
Начавшийся в 2008 году экономический кризис привёл к пересмотру структуры военных расходов. В сентябре 2010 года было отмечено, что изготавливать новые БРЭМ этого типа для вооружённых сил Украины нецелесообразно, так как проще и дешевле переоборудовать в БРЭМ имеющиеся в наличии танки советского производства из сверхштатных запасов.
1 сентября 2011 года Таиланд подписал контракт с ГК «Укрспецэкспорт» на изготовление и продажу 49 танков Т-84 «Оплот» и двух БРЭМ-84 для вооружённых сил Таиланда, в дальнейшем БРЭМ-84 продолжали предлагать на экспорт для иных иностранных заказчиков.

## Описание
БРЭМ-84 вооружена 12,7-мм пулемётом НСВТ, установленным на командирском люке в зенитно-пулемётной установке открытого типа (боекомплект составляет 450 патронов), также на машину установлены 8 пусковых установок для отстрела 81-мм дымовых гранат.
БРЭМ предназначена для подготовки к эвакуации и буксировки повреждённых образцов бронетанкового вооружения и техники, проведения сварочных работ, проведения землеройных работ, перевозки запасных частей и расходных материалов массой до 1,5 тонн (перевозка грузов осуществляется на плоской площадке 1200 x 1900 мм на крыше кормовой части корпуса машины).
Компоновочно «Атлет» разделен на три отделения – обитаемое отделение для экипажа, машинное отделение (с размещенными в нём основной лебёдкой, редуктором приводов и баками топливной системы и гидропривода) и моторно-трансмиссионное отделение (в котором установлен многотопливный дизельный двигатель 6ТД-2 жидкостного охлаждения).
На надгусеничных полках снаружи находятся отсеки вспомогательной силовой установки со сварочным оборудованием и системой охлаждения, гидропанели навесного оборудования, вспомогательной лебёдки и аккумуляторный отсек, а также баки топливной системы. На левой полке размещены ящики для оборудования и инструмента, на правой надгусеничной полке в походном положении находится стрела подъёмного крана.
Экипаж БРЭМ состоит из трёх человек - механика-водителя, командира и слесаря-специалиста.
БРЭМ оборудована бульдозерным ножом шириной 3380 мм, подъёмным краном грузоподъёмностью 25 тонн, двумя лебёдками (основная с тяговым усилием до 250 кН и вспомогательная - с тяговым усилием 900 кг) и вспомогательной силовой установкой Д-120 мощностью 30 л.с..
Ходовая часть БРЭМ «Атлет» полностью идентична танку Т-84У «Оплот». Гусеничный движитель имеет 6 обрезиненных опорных катков, 3 обрезиненных поддерживающих роликов, заднее ведущее и переднее направляющее колёса по каждому борту.

## Страны-эксплуатанты
- Украина — по состоянию на июнь 2014 года, одна БРЭМ-84 была предоставлена в распоряжение факультета военной подготовки Национального технического университета «Харьковский политехнический институт» и использовалась на практических занятиях с курсантами старших курсов[15]
- Таиланд — 1 сентября 2011 года были заказаны, в декабре 2017 года - изготовлены две БРЭМ-84[12], поставленные 29 июля 2018 года[12][16]. По состоянию на начало 2022 года, обе БРЭМ-84 оставались на вооружении[17]